# Hulpverleningshaakarmbak
Een Hulpverleningshaakarmbak of HVH is een haakarmbak van de Nederlandse brandweer. Deze haakarmbakken bevatten een grote verscheidenheid aan gereedschap voor technische hulpverlening. De HVH-eenheden zijn eigendom van het ministerie van Binnenlandse Zaken en Koninkrijksrelaties maar in beheer bij de veiligheidsregio's. De hulpverleningshaakarmbakken zijn in 2009 opnieuw ingedeeld. Dit resulteerde erin dat er drie nieuwe soorten hulpverleningshaakarmbakken zijn gekomen: de HVH-I (Instorting), HVH-R (Redding) en HVH-L (Lichtvoorziening).

## HVH-I
De HVH-I bevat materieel om in te zetten bij een (dreigende) instorting van een bouwwerk. Hieronder vallen stempels om een gebouw te stutten en om zware objecten te verplaatsen met een tirfor of hefkussens.

## HVH-R
De HVH-R bevat materiaal voor redding van slachtoffers zoals brancards, dekens, kussens, steiger en zoekapparatuur.

## HVH-L
De HVH-L bevat enkele statieven met sterke lampen en een generator voor de stroomvoorziening.